# 오스터 음모사건

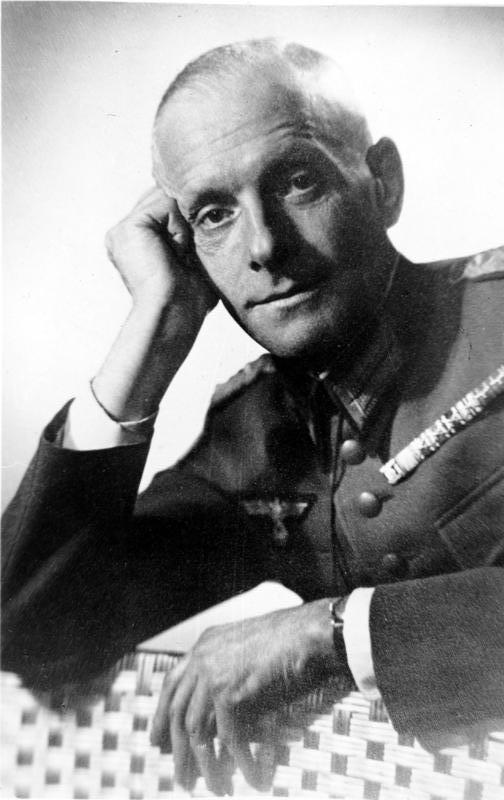
한스 오스터 소장(1939년).

오스터 음모사건(Oster Conspiracy)은 1938년 독일이 주데텐란트를 얻기 위해 체코슬로바키아와 전쟁을 일으킬 시 군부가 나치 정권을 전복시키려 시도한 쿠데타 계획이다. 해외방첩청 중앙국장 한스 오스터(최종계급 소장)가 핵심 주동자였으며, 그 외에 국방군의 정통보수 성향 고위 장교 다수가 연관되었다. 이들은 독일이 아직 전쟁을 이길 만한 준비가 되지 않았는데 히틀러가 전쟁을 일으키면 실패할 것이라 여겼기에 이런 쿠데타를 준비했다. 계획이 실행되면 쿠데타 병력으로 국가수상부를 들이닥쳐 히틀러를 체포 또는 살해하고 망명 간 전 황제 빌헬름 2세를 복위시키는 것을 골자로 했다.
이 쿠데타 계획을 마련할 당시 오스터의 계급은 중령이었고, 참여한 고위 장교로는 전 육군장군참모장 루트비히 베크 상급대장, 육군총사령관폰 브라우히치 상급대장, 현 육군장군참모장 프란츠 할더 상급대장, 해외방첩청장 빌헬름 카나리스 제독, 베를린-브란덴부르크 군관구 사령관 에르빈 폰 비츨레벤 중장 등이었다. 국가수상부를 타격해 히틀러를 죽이는 임무를 맡은 것은 한스위르겐 폰 블루멘탈 백작(계급 소령)이었다.
군부 인물들은 이상과 같았고, 정부에서는 외무장관 에른스트 폰 바이츠제커, 외교관 테오도어 코르트와 에리히 코르트가 포섭 대상이었다. 특히 테오도어 코르트는 영국과의 접선책으로, 음모가 성공하기 위해서는 그의 역할이 필수적이라고 판단되었다. 음모자들은 영국이 히틀러의 주데텐란트 병합 시도에 대해 강한 반대를 해줄 것을 기대했으나 영국 총리 네빌 체임벌린은 히틀러에게 체코슬로바키아 땅을 떼어주어 달래는 선택을 한다(뮌헨 협정). 이로 인해 음모가 성공할 가능성이 원천 봉쇄되었고, 당장 전쟁이 날 위험이 사라졌기에 계획은 폐기되었다.
오스터 음모자들은 제2차 세계 대전 당시 비더슈탄트에 참여했다. 오스터 본인은 1943년까지 현역으로 복무했으나, 유대인들의 탈출을 도운 혐의로 다른 방첩청 장교들과 함께 체포되었다. 1944년 7월 20일 음모가 실패로 돌아가면서 게슈타포가 카나리스 제독의 일지를 접수했고, 오스터의 장기간에 걸친 반나치 행위가 밝혀지게 되었다. 오스터와 카나리스는 1945년 4월 플로센뷔르크 강제 수용소에서 교수형에 처해졌다.

## 참고 자료
- Parssinen, Terry M. (2001). The Oster Conspiracy of 1938 : The Unknown Story of the Military Plot to Kill Hitler and Avert World War II. HarperCollins. ISBN 5-559-44059-0.
- von Schlabrendorff, Fabian (1994). The Secret War Against Hitler. Westview Press. ISBN 0-8133-2190-5.